# Observatoire des finances et de la gestion publique locales
 (mars 2023).
L’ Observatoire des finances et de la gestion publique locales (OFGL)  est une formation spécialisée du comité des finances locales, présidée par André Laignel. 
Il se substitue à l’OFL (Observatoire des finances locales) créé par la loi d'orientation n˚ 95-115 du 4 février 1995 pour l'aménagement et le développement du territoire.

## Fonctionnement
L’OFGL a pour mission « d'établir, de collecter, d'analyser et de mettre à jour les données et les statistiques portant sur la gestion des collectivités territoriales et de diffuser ces travaux, afin de favoriser le développement des bonnes pratiques » et a la possibilité de « réaliser des évaluations de politiques publiques locales ».
Sa gouvernance est assurée par un Conseil d’orientation regroupant dix élus du comité des finances locales et des représentants des administrations centrales (DGCL, DB et DGFiP), sous la présidence du Président du CFL.
Il s’appuie sur une équipe dédiée et sur un Comité scientifique et technique composé d’administrations centrales, d’associations d’élus ou d’agents de la fonction publique territoriale, d’institutions publiques et d’experts ou de personnalités qualifiées.

## Productions
L’OFGL produit, sous pilotage du département des études et des statistiques locales de la DGCL, un rapport annuel sur les finances des collectivités locales. Ce dernier présente des chiffres et des analyses sur les comptes des collectivités locales, accompagnés d’annexes décrivant notamment leurs compétences et périmètre, la fiscalité locale, les dotations de l’Etat, la péréquation, les effectifs et une synthèse du rapport public annuel du CNEN.
Ce rapport  fait chaque année l’objet d’une présentation devant les membres du comité des finances locales par le Président, André Laignel, et le rapporteur, le sénateur Charles Guené.
Depuis 2020, l’OFGL fournit des données en open data sur sa plateforme data.ofgl.fr. L’OFGL transforme des données produites par la DGFiP, la DGCL, ou l’INSEE pour les rendre plus accessibles aux utilisateurs. La plateforme héberge aussi des analyses et des outils pour décrypter l’information sur les finances locales, comme la FiloThèque, une frise chronologique évolutive des transformations de l'environnement des finances locales.

### Critiques
Selon le Canard enchaîné cité par Capital.fr, l'observatoire n'avait tenu en 2017 qu'une seule réunion, alors que le coût de fonctionnement s'était élevé à 210 000 euros .